# Parafia św. Marcina w Kaczanowie
Parafia św. Marcina w Kaczanowie – jedna z 8 parafii leżących w granicach dekanatu wrzesińskiego II. Erygowana przed 1404 rokiem.

## Dokumenty
Księgi metrykalne: 
- ochrzczonych od 1772 roku
- małżeństw od 1772 roku
- zmarłych od 1772 roku